# Алдаркіно
Алда́ркіно (рос. Алдаркино) — село у складі Бузулуцького району Оренбурзької області, Росія.

## Населення
Населення — 447 осіб (2010; 536 у 2002).
Національний склад (станом на 2002 рік):
- росіяни — 96 %